# کلیسای استپانوس مقدس، اوردوباد
کلیسای استپانوس مقدس، اوردوباد (ارمنی: Սուրբ Ստեփանոս եկեղեցի (Օրդուբադ)) یک کلیسا متعلق به کلیسای حواری ارمنی واقع در شهر اردوباد، جمهوری خودمختار نخجوان جمهوری آذربایجان می‌باشد. ساخت و ساز این ساختمان در سده ۱۲ام میلادی؛ به پایان رسید. این بنا به سبک معماری ارمنی طراحی شده‌است.